# Tramway rapide de Cracovie
Le Tramway rapide de Cracovie (en polonais: Krakowski Szybki Tramwaj – KST) est un système de transports en commun qui relie les quartiers sud et nord de Cracovie. Il fait partie du Système intégré de transports en commun de Cracovie.
Un des éléments les plus importants du système est un tunnel de 1 538 mètres, qui comporte deux stations souterraines : Gare centrale (Dworzec Główny) et École Polytechnique (Politechnika). Il y a deux lignes de tramway rapide : no 50 et no 52.
| Ligne | Terminus 1      | Terminus 2      | Durée  | Stations | Fréquence [min] | Heures de service |
|       | Krowodrza Górka | Kurdwanów       | 36 min | 23       | 5/10            | 5:00 - 23:30      |
|       | Czerwone Maki   | Osiedle Piastów | 60 min | 34       | 5/10            | 5:00 - 23:00      |

Ces lignes constituent ainsi localement un semi-métro comparable à celui de Bruxelles ou de Rouen.
Toutes les stations du tramway rapide sont équipées de panneaux d'affichage électroniques grâce auxquels on peut se renseigner sur l'horaire des rames suivantes.